# Fédération française des usagers de la bicyclette
Pour les articles homonymes, voir FUB.
La Fédération française des usagers de la bicyclette, ou FUB, ou « FUBicy » est une association française d'activisme cycliste fondée en 1980. Son objectif est d'encourager l'usage de la bicyclette comme moyen de déplacement quotidien, à travers des actions de sensibilisation, formation et lobbying.

## Histoire
Fondée à Strasbourg en 1980 par le pasteur Jean Chaumien, la Fédération française des usagers de la bicyclette (FUB) est une association de droit local alsacien-mosellan, elle était souvent désignée par l'abréviation « FUBicy » de 1980 à 2010.
En 2018, la FUB fédère 300 associations, comme Paris en selle et Vélocité Grand Montpellier,, représentant environ 50 000 adhérents.
En 2024, elle participe à l'hommage rendu à Paul Varry, cycliste tué à Paris à la suite d'un différend avec un automobiliste.

## Actions

### Promotion du vélo au quotidien
La FUB et ses associations membres organisent des campagnes nationales de prévention et sécurité routières comme « Respectez les cyclistes » et « Cyclistes, brillez ! », et participent annuellement à la Fête du vélo en juin,. Elle met également en place des formations destinées aux enfants et aux adultes pour apprendre à faire du vélo au sein de vélo-écoles.

### Lutte contre le vol et le recel des vélos

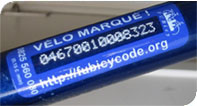
Bicycode sur un cadre de vélo.

En 2004, la FUB met en place le marquage Bicycode. Le vélo ainsi gravé est inscrit au Fichier national unique des cycles identifiés, administré par l'Association de promotion et d’identification des cycles dont la FUB est partie prenante. Ce système, utilisé par la police nationale et de gendarmerie, dont la Préfecture de police de Paris, permet de lutter contre le recel et d'identifier le propriétaire d'un vélo. L'opérateur Bicycode est racheté par Ocode et Roole en 2024.
La FUB participe à la Commission antivols, gérée par l'association Roulons en ville à vélo (Valence), chargée de tester les antivols mis sur le marché, en les classant selon leur résistance à l'effraction,.

### Politiques cyclables communales

#### Guidon d'or et clou rouillé
De 2004 à 2016, la FUB décernait chaque année des récompenses à partir de nominations, à destination de communes, établissements publics de coopération intercommunale, conseils généraux, entreprises de transports : le « Guidon d'or » pour valoriser les réussites à matière de politiques cyclables et le « Clou rouillé » pour pointer du doigt les mauvaises performances dans ce domaine,,.

#### Baromètre des villes cyclables
Depuis 2017, la FUB organise le baromètre des villes cyclables. Plus de 110 000 réponses sont transmises lors de la première édition concernant 316 communes. La seconde édition en 2019 devient la plus importante contribution citoyenne au monde sur le vélo, avec plus de 180 000 participants et 763 communes qualifiées,.
Après avoir été dépassée par le Fahrradklimatest (de) allemand de 2020, la troisième édition redevient la plus grande enquête réalisée dans le monde en 2021, avec plus de 277 000 contributions, évaluant 1 625 communes. La quatrième édition est lancée en février 2025.

### Lobbying en faveur du vélo
La FUB, au côté d'autres associations comme la Fédération nationale des associations d'usagers des transports, France Auto Partage, les fédérations de parents d'élèves (FCPE et PEEP), l'Union nationale des associations familiales (UNAF) et France Nature Environnement, est favorable à la limitation de la vitesse de circulation en ville à 30 km/h,,. Une initiative citoyenne européenne est menée en février 2013 pour mettre en application cette position en lien avec des partenariats issus de 14 pays de l'Union européenne.
La FUB joue le rôle d'un « lobby du vélo » au niveau national, en particulier lorsqu'Élisabeth Borne est ministre des Transports puis de la Transition écologique de 2017 à 2020 et s'appuie sur la FUB et le Club des villes et territoires cyclables et marchables pour soutenir le vélo à la sortie du premier confinement en réponse à la pandémie de Covid-19, en avril 2020.
En 2023, la FUB se réjouit de l'annonce d'un plan vélo ambitieux par le gouvernement Borne pour la période 2024-2027. En octobre 2024, les fonds annoncés n'avaient toujours pas été versés, et étaient gelés dans le projet de loi de finances 2025 préparé par le gouvernement Barnier, une décision que la fédération regrette,.

## Communication

### Publications
La FUB publie Vélocité, la « revue du cycliste au quotidien », depuis 1987. Cette revue bimestrielle puis trimestrielle comprend des actualités, des dossiers et des informations pratiques. Distribuée sur abonnement, elle s'adresse aux usagers, aux associations de promotion du vélo, ainsi qu'aux élus et techniciens chargés des politiques cyclables.
L'association publie aussi des statistiques sur le nombre de « vélotafeurs » (personnes qui se rendent à leur travail à vélo).

### Wiklou: informations cyclopédiques
La FUB rejoint le projet Wiklou, un wiki collaboratif de mutualisation de connaissances autour du vélo, initié par le réseau d'atelier participatif, L'Heureux Cyclage. Elle participe au développement du projet avec l'Association française pour le développement des véloroutes et des voies vertes et L'Heureux Cyclage,.

## Partenariats
L'association est membre du Réseau Action Climat et travaille avec d'autres associations telles que la Fédération nationale des associations d'usagers des transports. Elle est également membre de la Fédération cycliste européenne et participe au congrès qu'elle organise : Velo-city.

## Présidences
Les présidents de la fédération sont chronologiquement :
- Jean Chaumien du Comité d'action deux-roues CADR Strasbourg[43] ;
- Michel Hareng du Mouvement de défense de la bicyclette Paris[43] ;
- Bernard Renou de Place au Vélo Nantes[44] ;
- Monique Giroud de l'ADTC-Grenoble[45] ;
- Christophe Raverdy de Place au vélo Nantes[46] ;
- Geneviève Laferrère de La Ville à Vélo Lyon : de 2011[47] à 2015[48] ;
- Olivier Schneider de Brest à pied et à vélo : de 2015[49] à 2024.

En 2024, lors de l'assemblée générale tenue à Grenoble, Olivier Schneider devient membre d'une coprésidence à six membres, avec Céline Scornavacca (Vélocité Grand Montpellier), Étienne Demur (... à vélo, Aigues-Mortes), Sonia Boury Bouabdela (Boîtes à Vélo Nantes), Alexis Frémeaux (MDB Paris) et Séraphin Élie (Collectif Vélo Normandie).
En 2025, les nouveaux membres de la collégiale sont Céline Scornavacca, Étienne Demur, Séraphin Élie, Isabelle Bailleul (La Roue libre, Le Havre) et Philippe Aubin (ProVélo Sud Île-de-France).